# Clayton Murphy
Clayton Murphy (né le 26 février 1995 à New Paris) est un athlète américain, spécialiste des courses de demi-fond.

## Biographie
Le 28 juin 2015, il porte son record à 1 min 45 s 59 lors des Championnats nationaux à Eugene (Oregon) mais échoue au pied du podium. Le 23 juillet 2015, il remporte la médaille d'or lors du 800 m des Jeux panaméricains à Toronto, puis la médaille d'argent lors des Championnats NACAC 2015.
Sélectionné pour le 800 mètres des Jeux olympiques de 2016, il bat son record personnel en finale en 1 min 42 s 93 et remporte la médaille de bronze derrière le Kényan David Rudisha et l'Algérien Taoufik Makhloufi.
En 2018, il remporte le 800 m de la Coupe du monde d'athlétisme à Londres, devant Adam Kszczot et Elliot Giles. Il termine par ailleurs deuxième de la Coupe continentale, juste derrière le Kényan Emmanuel Korir.
Il se classe 8e des championnats du monde 2019 à Doha.

## Palmarès
| Date | Compétition           | Lieu           | Résultat | Épreuve   | Temps         |
| ---- | --------------------- | -------------- | -------- | --------- | ------------- |
| 2015 | Jeux panaméricains    | Toronto        | 1er      | 800 m     | 1 min 47 s 19 |
| 2015 | Championnats NACAC    | San José       | 2e       | 800 m     | 1 min 46 s 38 |
| 2016 | Jeux olympiques       | Rio de Janeiro | 3e       | 800 m     | 1 min 42 s 93 |
| 2017 | Relais mondiaux       | Nassau         | 1er      | 4 x 800 m | 7 min 13 s 16 |
| 2018 | Coupe du monde        | Londres        | 1er      | 800 m     | 1 min 46 s 52 |
| 2018 | Coupe continentale    | Ostrava        | 2e       | 800 m     | 1 min 46 s 77 |
| 2019 | Championnats du monde | Doha           | 8e       | 800 m     | 1 min 47 s 84 |
| 2021 | Jeux olympiques       | Tokyo          | 9e       | 800 m     | 1 min 46 s 53 |

## Records
| Épreuve    | Épreuve      | Performance   | Lieu           | Date           |
| ---------- | ------------ | ------------- | -------------- | -------------- |
| 800 mètres | En plein air | 1 min 42 s 93 | Rio de Janeiro | 15 août 2016   |
| 800 mètres | En salle     | 1 min 45 s 92 | Winston Salem  | 2 février 2019 |